# ورزشگاه تی‌دی پلیس
ورزشگاه تی دی پلیس (با نام رسمی لندزداون پارک و نام پیشین فرانک کلر) ورزشگاهی دارای ۲۴٬۰۰۰ صندلی واقع در اتاوا کانادا است.محل قرارگیری آن در لندزداون پارک است.این ورزشگاه تا تاریخ ۷ ژانویهٔ ۲۰۱۴ که تغییر نام انجام شد با نام فرانک کلیر شناخته می شد.در سالهای ۱۸۷۰ به عنوان یک ورزشگاه ابتدایی و از سال ۱۹۰۸ به عنوان یک ورزشگاه کامل وجود دارد.گنجایش این ورزشگاه ۲۴٬۶۵۶ نفر است.این ورزشگاه تا کنون ۵ بار میزبان بازیهای گری کاپ بوده است.

## نگارخانه

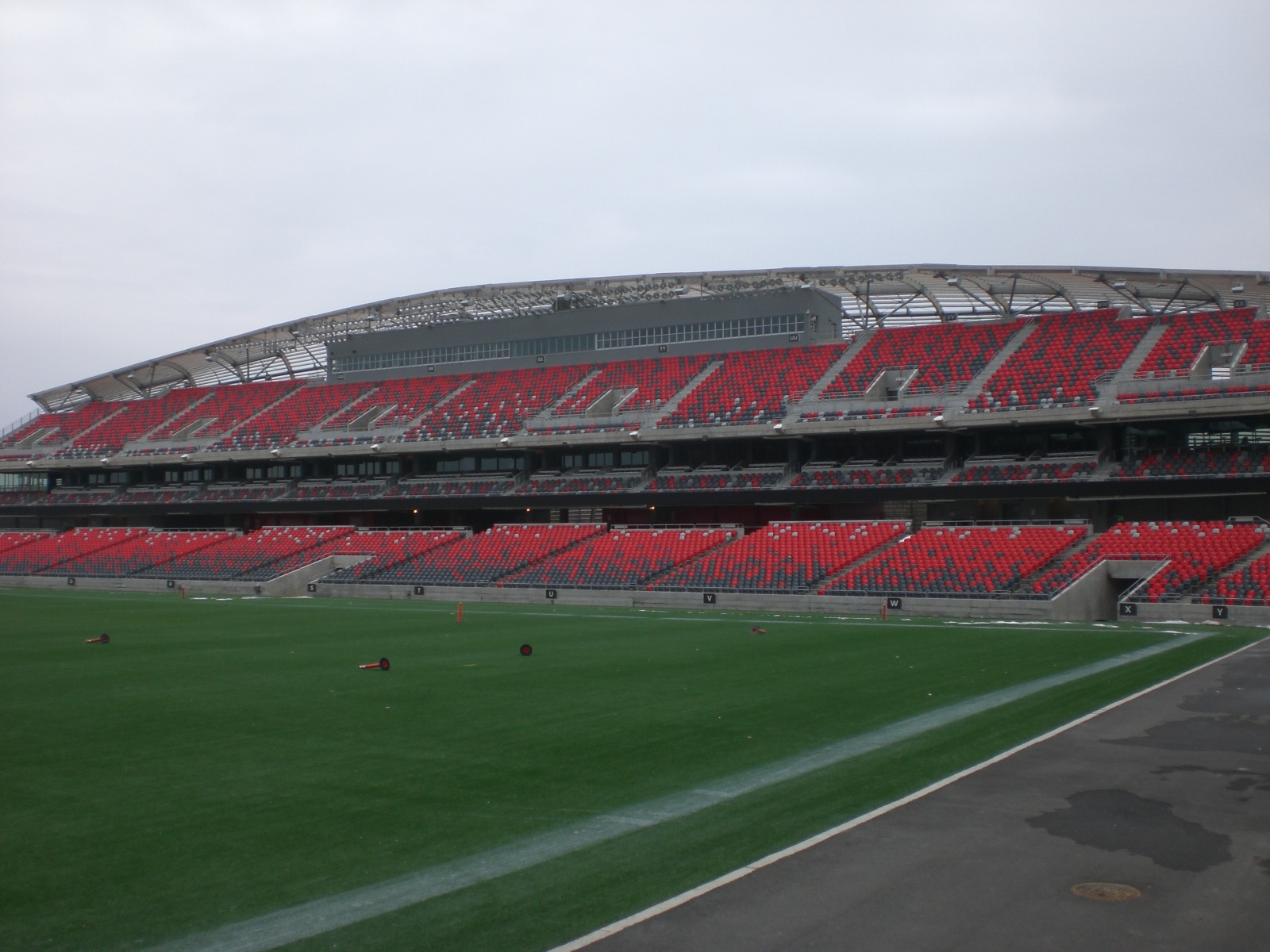
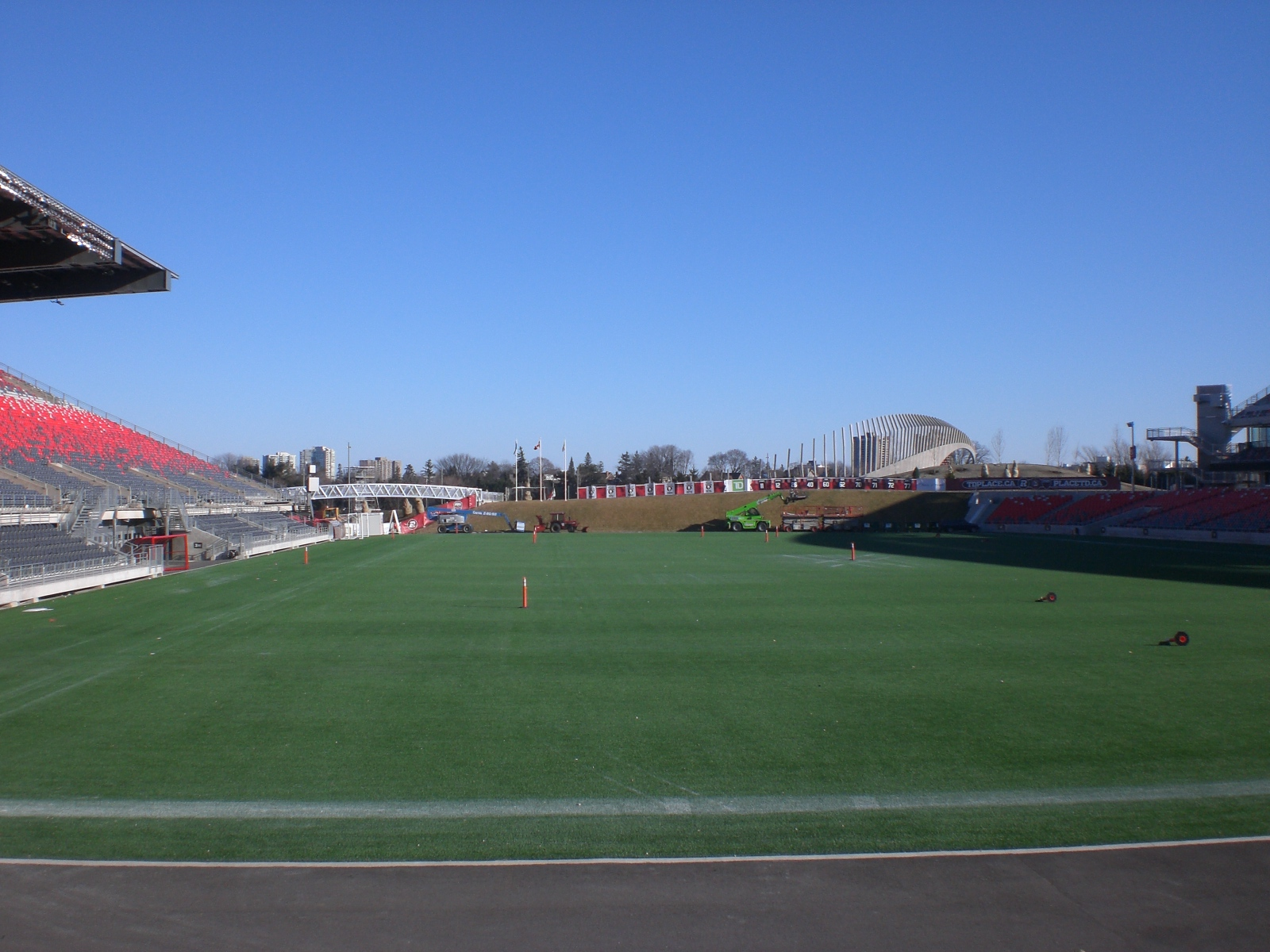